# Alexandr (Dobrynin)
Alexandr (světským jménem: Andrej Vasiljevič Dobrynin; 13. srpna 1820, Věretěja – 10. května 1885, Vilnius) byl ruský duchovní Ruské pravoslavné církve a arcibiskup litevský a vilniuský.

## Život
Narodil se 13. srpna 1820 ve vesnici Věretěja v Jaroslavské gubernii v rodině kněze.
Studoval na Jaroslavském duchovním semináři a Petrohradské duchovní akademii.
Dne 29. září 1845 získal titul magistra a stal se učitelem matematiky Novgorodského duchovního semináře.
Dne 17. listopadu 1846 byl postřižen na monacha a přijal mnišské jméno Alexandr. Dne 21. listopadu byl rukopoložen na jeromonacha.
Dne 31. října 1847 se stal inspektorem Permského duchovního semináře a učitelem historie.
Dne 30. března 1849 byl jmenován inspektorem a učitelem filosofie Novgorodského duchovního semináře.
Dne 3. června 1851 byl povýšen na archimandritu.
Dne 31. srpna 1851 se stal rektorem Litevského duchovního semináře, profesorem bohosloví a představeným monastýru Ducha Svatého.
Dne 21. listopadu 1860 proběhla jeho biskupská chirotonie na biskuoem kovenským a vikářem litevské eparchie.
Dne 14. srpna 1868 byl ustanoven biskupem minským a babrujským.
Stal se čestným členem Kyjevské duchovní akademie.
Dne 27. března 1877 byl povýšen na arcibiskupa a 25. dubna byl převeden na donskou a novočerkasskou katedru.
Od roku 1879 byl arcibiskupem litevským.
Zemřel 10. května 1885 ve Vilniusu.